# Санти (Јужна Каролина)
Санти (енгл. Santee) град је у америчкој савезној држави Јужна Каролина.

## Демографија
По попису из 2010. године број становника је 961, што је 221 (29,9%) становника више него 2000. године.
| Група             | 2000.       | 2010.       |
| Белци             | 206 (27,8%) | 255 (26,5%) |
| Афроамериканци    | 523 (70,7%) | 633 (65,9%) |
| Азијати           | 1 (0,1%)    | 26 (2,7%)   |
| Хиспаноамериканци | 6 (0,8%)    | 32 (3,3%)   |
| Укупно            | 740         | 961         |